# Liste der Mitglieder der Deutschen Akademie der Naturforscher Leopoldina/1902
Die Liste der Mitglieder der Deutschen Akademie der Naturforscher Leopoldina für 1902 enthält alle Personen, die im Jahr 1902 zum Mitglied ernannt wurden. Insgesamt gab es acht neu gewählte Mitglieder.

## Neu gewählte Mitglieder
| Nr.  | Name                                                                               | Geboren       | Aufnahme | Gestorben     | Fachsektion                                    | Bild                                                                               |
| ---- | ---------------------------------------------------------------------------------- | ------------- | -------- | ------------- | ---------------------------------------------- | ---------------------------------------------------------------------------------- |
| 3149 | Friedrich Wilhelm August Ludwig Kiepert                                            | 6. Okt. 1846  | 12. Feb. | 5. Sep. 1934  | Mathematik und Astronomie                      | Friedrich Wilhelm August Ludwig Kiepert                                            |
| 3150 | Friedrich Heinrich Schur                                                           | 27. Jan. 1856 | 21. Apr. | 18. März 1933 | Mathematik und Astronomie                      | Friedrich Heinrich Schur                                                           |
| 3151 | Reinhold von Lilienthal                                                            | 25. Juni 1857 | 27. Jun. | 2. Dez. 1935  | Mathematik und Astronomie                      |                                                                                    |
| 3152 | Carl Hugo Kronecker                                                                | 27. Jan. 1839 | 29. Okt. | 6. Juni 1914  | Physiologie                                    | Carl Hugo Kronecker                                                                |
| 3153 | Wilhelm Pabst                                                                      | 30. Aug. 1856 | 29. Okt. | 21. Sep. 1908 | Mineralogie und Geologie                       |                                                                                    |
| 3154 | Georg Willy Wolterstorff                                                           | 16. Juni 1864 | 29. Okt. | 21. Jan. 1943 | Mineralogie und Geologie Zoologie und Anatomie |                                                                                    |
| 3155 | Georg Edmond Henry Potonié                                                         | 16. Nov. 1857 | 3. Nov.  | 28. Nov. 1913 | Mineralogie und Geologie                       | Georg Edmond Henry Potonié                                                         |
| 3156 | Maria Anna Wilhelmine Louise Karoline Elisa Kamilla Olga Amalia Pauline von Linden | 18. Juli 1869 | 30. Nov. | 25. Aug. 1936 | Zoologie und Anatomie                          | Maria Anna Wilhelmine Louise Karoline Elisa Kamilla Olga Amalia Pauline von Linden |